# 前進黨 (泰國)
前進黨，又譯遠進黨，是泰國的社會民主主義和進步主義的反對派政黨，该党前身为成立于2014年的泰国国家发展党，2020年未來前進黨被解散后，该党改组并事实继承了前进党的名义。该党反对2014年至2019年间统治泰国的军政府所留下的剩余影响力。
2024年8月，泰國憲法法庭以該黨違反《泰國憲法》49條為由將其解散。

## 參政

### 2010年代
該黨最初於2014年5月1日註冊，時名泰国国家发展党。2019年時改名為蜜蜂黨，但不久後又改回泰国国家发展党。

### 2020年代
2020年初，該黨更改黨名為前進黨，同時更改黨徽、黨規。同年3月，由於未來前進黨遭到解散，皮塔·林家倫拉帶著原先未來前進黨的55名眾議員加入該黨，並召開黨員大會，會中推舉皮塔·林家倫拉為首任黨魁。
該黨於2023年泰国众议院选举期間，主張修改《侮辱王室法》（或稱冒犯君主罪）、支持同性婚姻、酒精自由化等。
選後該黨大勝，400個席次中取得151席，並在首都曼谷府33個選區中奪得32個席次，領袖皮塔·林家倫拉一度有望成為下一任總理，但受參議院及眾議院內保皇派阻撓而未能通過提名，且隨後憲法法庭以皮塔涉嫌擁有iTV股份為由暫停其職務。

### 解散
前進黨修改冒犯君主罪的主張在2024年1月時遭憲法法庭判決違反《泰國憲法》49條「無人可以行使權利或自由推翻君主立憲制」，禁止前進黨再以任何方式表達該主張，法庭同時稱該主張也違反冒犯君主罪。
泰國政黨法規定，違反《泰國憲法》49條之政黨可被憲法法庭解散。泰國選舉委員會在2024年3月時向憲法法庭提出要求解散前進黨且黨內高層10年內不得再從政，憲法法庭在4月時受理該案，並花約3個月的時間收集證據，將於8月7日宣判。
皮塔·林家倫拉受訪時稱，前進黨受到法律的威脅，但他們有接班人計劃，即使遭到解散仍能擴大政治影響力。若是前進黨遭到解散，該黨議員須在60天內加入新政黨以繼續保有席次。曼谷郵報報導，前進黨選擇名叫Thinkakhao Chaovilai的小黨作為政黨被解散後議員的去處，而該黨屆時將會更名，並由前進黨副主席詩麗甘雅·丹薩軍擔任黨魁。
媒體報導，一名前進黨議員稱有人出價數千萬元意圖收買黨內的眼鏡蛇集團（指叛變者），但隨後遭拒絕。
在8月7日的判決中，法院下令解散前進黨，且包含皮塔在內等11名曾任或現任前進黨高層被判決10年不得從政。而支持修改《侮辱王室法》的44名議員隨後也被調查，若有罪他們可能遭褫奪公權。副主席詩麗甘雅·丹薩軍在演講時提及，他們將在9日時公布新政黨。9日當天，前進黨黨員們加入人民黨，並由納塔蓬·能班亞武擔任黨魁。

## 選舉結果

### 國會選舉
| 選舉 | 赢得议席  | 得票数     | 得票率 | 选举结果       | 选举领袖      |
| ---- | --------- | ---------- | ------ | -------------- | ------------- |
| 2023 | 151 / 500 | 14,438,851 | 38.01% | ▲151席，反對黨 | 皮塔·林家倫拉 |

### 曼谷市長選舉
| 選舉 | 候選人          | 得票数  | 得票率 | 选举结果 |
| ---- | --------------- | ------- | ------ | -------- |
| 2022 | 威羅·拉卡納迪松 | 253,938 | 9.57%  | 落選     |

### 曼谷市議會選舉
| 選舉 | 赢得议席 | 得票数  | 得票率 | 选举结果                           |
| ---- | -------- | ------- | ------ | ---------------------------------- |
| 2022 | 14 / 50  | 485,830 | 20.85% | ▲14席，聯合執政 （為泰黨、前進黨） |